# Cosmic Patrol
Cosmic Patrol est un jeu de rôle paru en 2011.

## Cadre du jeu
Cosmic Patrol se joue dans un univers de science-fiction réto-futuriste. Les joueurs incarnent des membres de la Cosmic patrol, espèce de police interplanétaire qui doit protéger le monde des menaces extraterrestres comme on les imaginait dans les pulps des années 1930-1940,.

## Règles
Le jeu a très peu de règles et est régi surtout par les interactions entre les personnages. Ce sont leurs décisions qui font progresser l'histoire. Les dés sont nécessaires pour les combats et une feuille de personnage permet de savoir quelles sont les actions permises et les armes dont disposent le personnage,.

## Reprise
Le système de jeu a été adapté pour créer un jeu de rôle avec les personnages des comics Valiant comme X-O Manowar, Archer & Armstrong, etc.